# Свято-Троицкая церковь (Камбарка)
Церковь Святой Живоначальной Троицы — старообрядческий храм в городе Камбарка Удмуртской республики, принадлежал общине старообрядцев Белокриницкого согласия .
В 1908 году на пожертвования Колотова Василия Андриановича и жителей заводского посёлка, на Камбарском заводе Осинского уезда Пермской губернии началось строительство нового храма. Церковь освятили 17 июля 1911 года во имя Святой Живоначальной Троицы.
Указом Президиума Верховного Совета УАССР от 29 июня 1939 года церковь была закрыта, здание передано для использования под мельницу.

## Фотогалерея

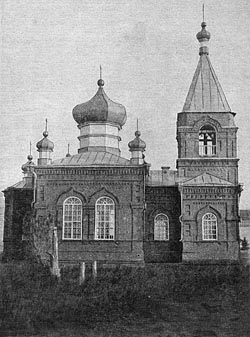
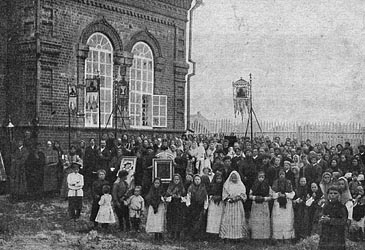

## См.также
- Поколения Пермского края. Проект по оцифровке метрических книг церквей ранее входивших в Пермскую губернию.